# Rosulja
Rosulja ili izmaglica je oborina koja se sastoji od mnogobrojnih, vrlo sitnih kapljica vode, promjera manjeg od 0,5 milimetara, koje vrlo lagano padaju iz niskog oblaka stratusa (na visini od 200 do 500 metara), najčešće kroz maglu, i dopiru do tla. Može ih zanositi lagan vjetar. Kapljice su toliko lagane da gotovo lebde u zraku. Količina je tako nastale oborine na tlu malena (manja od 1 milimetar ili litar na sat po četvornom metru, a ako je veća, riječ je o kiši). Pri padanju rosulje vidljivost je smanjena.

## Hidrometeori
Hidrometeori su proizvodi vodene pare koji u krutom ili tekućem stanju padaju na Zemlju (kiša, rosulja, snijeg, tuča, sugradica), ili lebde u atmosferi (magla, sumaglica), ili lebde vjetrom uzdignuti sa Zemljine površine (mećava, vijavica, dim mora), ili se talože na tlu (rosa, mraz, inje, poledica, snježni pokrivač).